# Ендонуклеази рестрикції

Сайт рестрикції HindIII рестриктази, з липкими кінцями, що утворюються після розщеплення. Сайт рестрикції є паліндромною ділянкою ДНК, тобто такою, що читається однаково на обох ланцюгах ДНК в напрямку 5'-3'.

Ендонуклеази рестрикції — (або рестрикційні ендонуклеази, рестриктази від англ. restriction — «обмеження») — група ферментів класу ендонуклеаз, що розрізають подвійну спіраль ДНК. Фермент робить два надрізи, один на кожному фосфатному остові (тобто, кожному ланцюжку) подвійної спіралі без пошкодження азотистих основ. Термін «рестрикційні» походить від факту, що вже перші дослідження цих ферментів в бактерії E. coli показали, що вони обмежують інфекцію певними бактеріофагами. Таким чином, роль рестриктаз полягає в опорі нападу вірусів і видаленні вірусних нуклеїнових кислот з клітини. Вони є частиною так званої рестрикційно-модифікаційної системи.
Хімічний зв'язок, який розщеплюють ці ферменти, може бути виправлений іншими ферментами, лігазами, таким чином, що фрагменти, вирізані ендонуклеазами рестрикції з різних генів, можуть бути об'єднані разом за умовами комплементарності їхніх кінців. Багато методів молекулярної біології і генної інженерії використовують рестриктази.
За відкриття ендонуклеаз рестрикції Деніелу Натансу, Вернеру Арберу і Гемілтону Сміту 1978 року була присуджена Нобелівська премія з фізіології і медицини. Це відкриття проклало шлях розробці методів конструювання рекомбінантної ДНК. Першим практичним використанням їхньої роботи було маніпулювання бактерією E. coli для отримання з неї людського інсуліну.